# Tiên Du, Phủ Điền
Tiên Du (仙游, Xian yóu) là một huyện thuộc thành phố Phủ Điền, Phúc Kiến, Trung Quốc.

## Trấn
- Lý Nam (鲤南)
- Lại Điếm (赖店)
- Du Dương (游洋)
- Chung Sơn (钟山)
- Độ Vĩ (度尾)
- Bảng Đầu (榜头)
- Đại Tế (大济)
- Long Hoa (龙华)
- Cái Vĩ (盖尾)
- Giao Vĩ (郊尾)
- Phượng Đình (枫亭)
- Viên Trang (园庄)

## Hương
- Thạch Thương (石苍)
- Tương Khê (象溪)
- Tây Uyển (西苑)
- Xã Hình (社硎)
- Thư Phong (书峰)